# 雷音寺 (饒平縣)
雷音寺又稱雷音禅寺，位于中国广东省潮州市饶平县黄冈镇，为饶平县文物保护单位，类型为古建筑，公布时间为1988年10月。
雷音寺的历史年代为明代。